# Erwin Braun
Eugen Braun ou Erwin Braun, né le 31 août 1895 à Sopron et mort le 10 septembre 1986 à Los Angeles, est un ancien arbitre autrichien de football des années 1920 et 1930.

## Carrière
Il a officié dans des compétitions majeures : 
- Coupe Mitropa 1929 (finales aller et retour)
- Coupe du monde de football de 1934 (1 match)